# Verchnjaja Chava
Verchnjaja Chava (in russo Верхняя Хава?) è un villaggio della Russia europea nell'oblast' di Voronež. È il centro amministrativo del rajon Talovskij.
Si trova sul fiume Chava (bacino del Voronež), 67 km a nord-est di Voronež.